# Sangue occulto

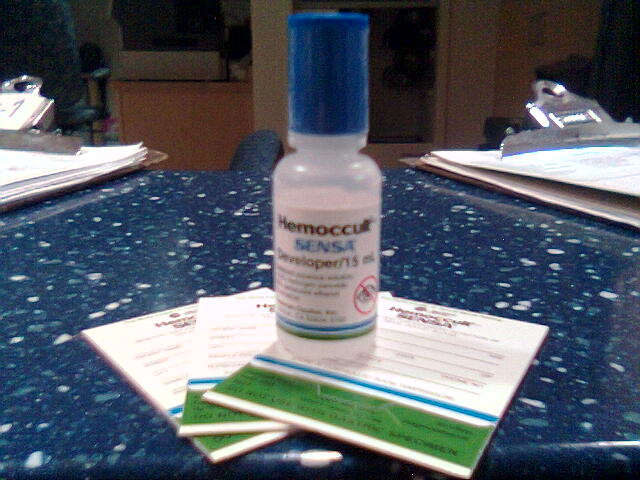
Recipiente e carte utilizzate per il test del sangue occulto nelle feci

Il sangue occulto è la presenza di sangue non visibile ad occhio nudo all'interno delle feci; si differenzia quindi dal sangue rosso vivo che, ad esempio, si può trovare sulla carta igienica in caso di emorroidi o ragadi anali. Con il test per il sangue occulto fecale (SOF) si ricerca la presenza di sangue non macroscopicamente evidente nelle feci. I test più recenti ricercano la globina, il DNA, o altre sostanze tra cui la transferrina, mentre i test tradizionali (test al guaiaco) ricercano direttamente l'eme.

## Scopo del test
Il test del sangue occulto fecale (SOF), come suggerisce il nome, ha lo scopo di rilevare la perdita sottile di sangue nel tratto gastrointestinale, inteso come il tratto che va dalla bocca al colon. Un test positivo ("SOF positivo") può derivare da un sanguinamento del tratto gastrointestinale superiore od inferiore. Un simile risultato richiede ulteriori approfondimenti diagnostici al fine di rilevare una eventuale ulcera peptica o neoplasia (ad esempio cancro del colon-retto o cancro dello stomaco). Il test non ha una specificità tale da rilevare direttamente un cancro del colon, ma è spesso usato in clinica lo screening di tale malattia. Il test può anche essere utilizzato per ricercare la perdita attiva di sangue occulto che porta ad una anemia o quando ci sono sintomi gastrointestinali da approfondire.

## Metodologia
Ci sono quattro metodi in uso clinico per eseguire il test del sangue occulto nelle feci. Questi metodi ricercano diversi aspetti, quali gli anticorpi, il gruppo eme, le globine o porfirine nel sangue, il DNA presente nel materiale cellulare proveniente da lesioni della mucosa intestinale.

### Test immunochimico fecale (FIT) o Sangue occulto nelle feci con metodo immunologico (iFOBT)
I test FIT utilizzano anticorpi specifici per rilevare globina. Lo screening con metodo FIT è più efficace in termini di risultati sanitari e di costi rispetto al metodo immunologico FOBT basato sul guaiaco. I test FIT sono superiori ai gFOBT a bassa sensibilità per lo screening del cancro del colon-retto. Anche se si può considerare di sostituire i test gFOBT con i test FIT nello screening del cancro del colon, i test gFOBT ad alta sensibilità, come l'Hemoccult SENSA, rimangono un'opzione accettabile a fianco dei test FIT come indicato nelle recenti linee guida, poiché pare diano risultati sovrapponibili a quelli dei test FIT. Il numero di campioni fecali che vengono sottoposti a test FIT può influenzare la sensibilità clinica e la specificità della metodologia. Questa metodologia può essere adattata alla lettura automatizzata del test e a riportare dei risultati quantitativi. Questi aspetti sono fattori da tenere in considerazione nella progettazione di una strategia di screening su larga scala. Il test FOBT può invece avere un ruolo nel monitoraggio di alcune condizioni gastrointestinali come la colite ulcerosa.

### Test al guaiaco per il sangue occulto nelle feci (gFOBT)

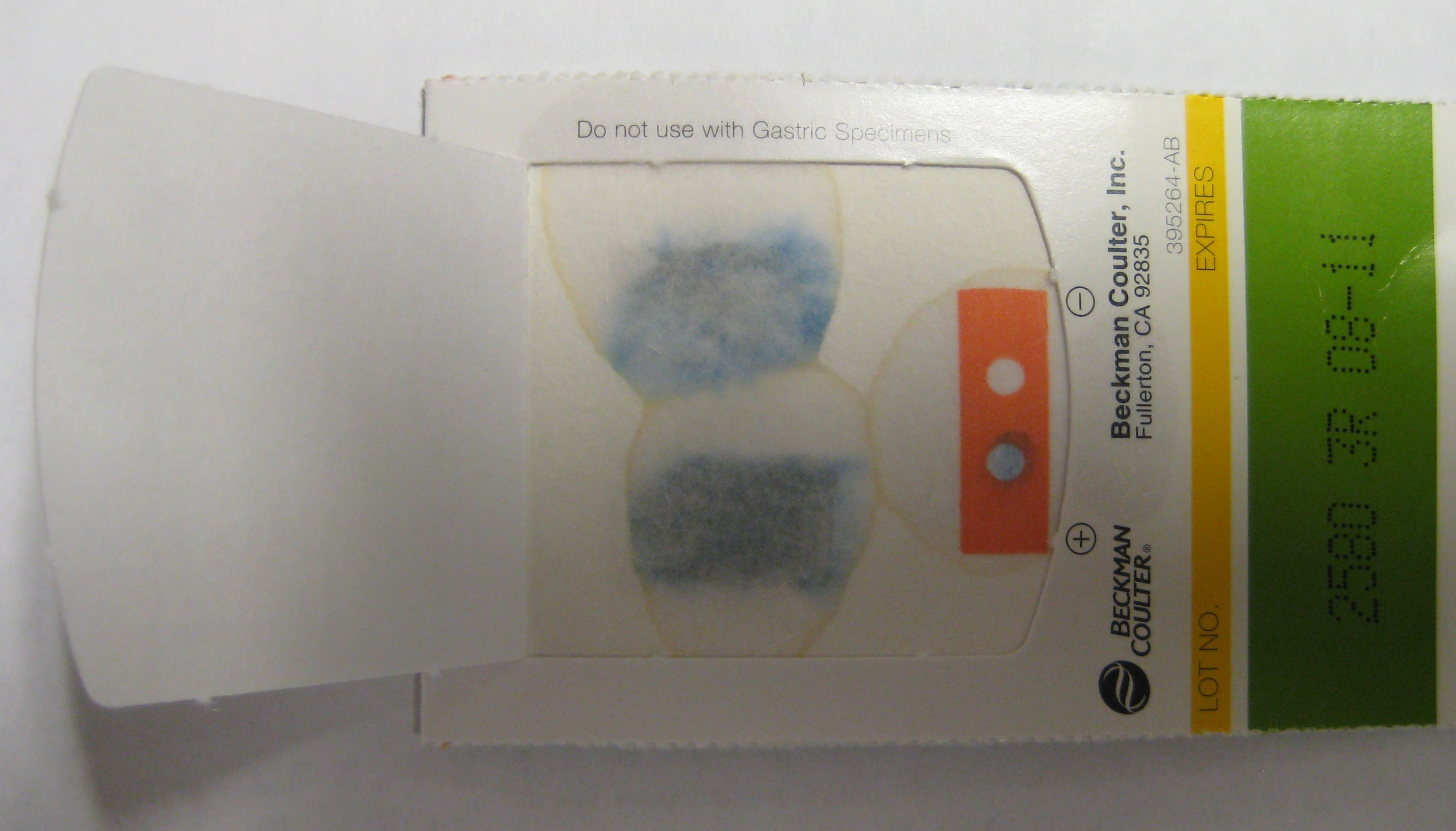
Un tradizionale test al guaiaco su feci che dà un risultato positivo

L'esame delle feci con guaiaco implica spalmare delle feci su della carta assorbente precedentemente trattata con una sostanza chimica. Del perossido di idrogeno viene poi lasciato cadere sulla carta, e se sono presenti delle tracce di sangue, la carta cambia colore nel giro di uno o due secondi. Questo metodo funziona in quanto l'eme dell'emoglobina ha un effetto simile alla perossidasi, comportando una rapida rottura della molecola di perossido di idrogeno.
In alcune situazioni, come ad esempio l'emorragia gastrica o l'emorragia dell'intestino superiore prossimale, il metodo al guaiaco può essere più sensibile rispetto ai test di rilevazione della globina, perché la globina è distrutta nell'intestino superiore in misura maggiore di quanto non lo sia l'eme. Vi sono vari kit di test gFOBT disponibili in commercio, classificabili come a bassa od alta sensibilità. Solo i test ad alta sensibilità sono ora raccomandati per lo screening del cancro del colon. Una buona performance clinica del test al guaiaco sulle feci non può prescindere da una adeguata preparazione dietetica all'esame.

### Quantificazione della porfirina fecale
L'HemoQuant test, a differenza dei test gFOBT e FIT, consente una precisa quantificazione dell'emoglobina, ed è analiticamente convalidato sul succo gastrico e sulle urine, così come sui campioni di feci. La porzione di eme dell'emoglobina intatta viene chimicamente convertita dall'acido ossalico e dell'ossalato ferroso o solfato ferroso in protoporfirina, e il contenuto di porfirina, sia del campione originale che del campione dopo la conversione dell'emoglobina in porfirina, viene quantificato mediante fluorescenza comparativa contro uno standard di riferimento. La specificità per l'emoglobina è aumentata sottraendo la fluorescenza di un campione "bianco" preparato con acido citrico per correggere il potenziale effetto confondente dovuto alla presenza di determinate sostanze non specifiche. Misurazione e quantificazioni precise sono state molto utili in molte ricerche cliniche.

### Test sul DNA fecale
Il test PREGEN-Plus] estrae il DNA umano dal campione di feci ed è in grado di effettuare delle verifiche per alterazioni che possono essere associate al cancro.
Il test monitora 23 alterazioni individuali del DNA, tra cui 21 specifiche alterazioni puntiformi nei geni APC, KRAS e p53, così come testa il gene BAT26, un gene coinvolto nella instabilità microsatellitare (MSI).

## Perdita gastrointestinale di sangue in soggetti sani
Nelle persone sane ogni giorno un quantitativo pari a circa 0,5-1,5 ml di sangue sfugge dai vasi sanguigni nelle feci. Significative quantità di sangue possono essere perse senza produrre una perdita macroscopicamente visibile nelle feci: si stimano circa 200 ml nello stomaco, 100 ml nel duodeno, e minori quantità nelle regioni più distali dell'intestino. Il test per sangue occulto identifica perdite di sangue minori.

## Sensibilità clinica e specificità
- La sensibilità del test al guaiaco per il sangue occulto nelle feci (gFOBT) varia a seconda del sito di sanguinamento. Un test gFOBT moderatamente sensibile può cogliere una perdita giornaliera di sangue di circa 10 ml, ed un test gFOBT di maggiore sensibilità può cogliere sanguinamenti di minore entità, a volte diventando positivo a fronte di una perdita di soli 2 ml. La sensibilità di un singolo test gFOBT si ritiene vari dal 10 al 30%, ma se, come si raccomanda, si eseguono il prelievo di un campione per tre giorni consecutivi la sensibilità sale al 92%[17][18].
- Il test immunochimico su feci (FIT), coglie ogni minimo sanguinamento, anche di soli 0,3 ml. Purtroppo poiché il test non rileva sangue occulto proveniente dallo stomaco e dall'intestino prossimale, risulta molto più specifico per il sanguinamento dal colon o dal tratto intestinale inferiore (distale). Le capacità di rilevamento del test si riducono se trascorre troppo tempo tra la raccolta del campione e l'invio in laboratorio per l'analisi[19][20].
- La quantificazione della porfirina nelle feci attraverso il test HemoQuant può dare dei falsi positivi a causa di sangue esogeno e varie porfirine. HemoQuant rappresenta il test più sensibile per il sanguinamento del tratto gastrointestinale superiore e, pertanto, può essere l'esame più appropriato per la ricerca di sangue occulto nelle feci da utilizzarsi nella valutazione della carenza di ferro[21]. Viene consigliato di interrompere l'assunzione di carne rossa e di aspirina per almeno 3 giorni prima della raccolta del campione[22]. Falsi positivi si possono verificare con la presenza nelle feci di mioglobina, catalasi, o protohemes[12] ed in alcuni tipi di porfiria.
- Il test PREGEN-Plus basato sulla ricerca di DNA su feci, era quattro volte più sensibile rispetto al test del sangue fecale, compresa l'individuazione della malattia in stadio precoce, quando il trattamento si dimostrava anche più efficace[23]. La sensibilità aumenta infatti al 51,6% rispetto al 12,9%[23]. Ulteriori prove cliniche sul metodo PREGEN-Plus sono in corso per meglio caratterizzare l'effettiva performance clinica[24].

Ampliare la gamma del test del DNA, andando alla ricerca di altri marcatori genetici noti (ad esempio CTNNB1), o analizzando epigeneticamente geni metilati (ad esempio MLH1 che è molto comune nei polipi iperplastici con instabilità microsatellitare (MSI) e nei tumori del colon prossimale che si caratterizzano per la scarsa differenziazione), non sembra aumentare in modo efficace sensibilità del metodo perché le mutazioni di CTNNB1 non sono frequenti nel cancro sporadico del colon retto, e poiché le alterazioni di BAT26 e la mancanza di espressione MLH1 mostrano un elevato grado di sovrapposizione.

## Applicazione clinica
Il test al guaiaco per la ricerca del sangue occulto nelle feci può essere fatto a domicilio o nell'ambulatorio medico, oppure può essere eseguito su campioni che vengono successivamente inviati ad un laboratorio clinico. Kit del test sono disponibili nelle farmacie di alcuni paesi anche senza una prescrizione medica. In alternativa un professionista sanitario può ordinare l'esecuzione della prova e la stessa essere effettuata a domicilio dal paziente. Se un test al guaiaco per la ricerca del sangue occulto eseguito a domicilio rileva sangue nelle feci viene consigliato di consultare il proprio medico od uno specialista per ulteriori approfondimenti diagnostici.

### Fonti di sanguinamento gastrointestinale
Il sanguinamento gastrointestinale ha molte fonti potenziali, ed i risultati positivi di solito portano alla esecuzione di ulteriori test per individuare il sito di emorragia. In genere all'inizio ci si concentra alla ricerca delle cause di un possibile sanguinamento gastrointestinale inferiore e successivamente di un sanguinamento gastrointestinale superiore, salvo che non ci sono altri indizi clinici. La colonscopia è generalmente preferibile alla tomografica computerizzata del colon. Molti Autori ritengono che circa il 1-5% delle grandi popolazioni esaminate nel corso di uno screening abbiano un test positivo per la ricerca di sangue occulto fecale. Di questi soggetti, circa il 2-10% ha il cancro, mentre nel 20-30% si identificano solo adenomi intestinali.
Un test positivo può derivare da un sanguinamento gastrointestinale superiore o inferiore.
Le cause più comuni sono:
- 2-10%: tumori (cancro colonrettale, cancro gastrico)
- 20-30% adenoma o polipi
- Sanguinamento da ulcera peptica
- Angiodisplasia del colon
- Anemia falciforme

Nel caso di un test positivo per sangue occulto fecale, il passo successivo comporta la visualizzazione del tratto gastrointestinale attraverso una delle seguenti modalità:
- Sigmoidoscopia, esame del retto e del colon attraverso un sigmoidoscopio, uno strumento illuminato con cui si ricercano anomalie, come ad esempio polipi intestinali.
- Colonscopia, un esame più approfondito del retto e dell'intero colon.
- Colonscopia virtuale
- Endoscopia del tratto gastrointestinale superiore. A volte quest'ultima può essere eseguita con una cromoendoscopia, un metodo che utilizzando una sostanza estranea alla superficie del tratto gastrointestinale migliora la visualizzazione, cioè la differenza visiva tra tessuto canceroso e normale, e quindi aiuta l'endoscopista. La visualizzazione migliora anche contrassegnando il contenuto di DNA aumento nelle cellule anomale (blu di toluidina) oppure visualizzando meglio il tumore che non viene colorato, forse a causa di una diminuzione di glicogeno in superficie nelle cellule tumorali (Lugol)[32][33].
L'endoscopia può anche essere eseguita attraverso l'ingestione di una capsula endoscopica (CE), un sistema endoscopico in miniatura contenente un sensore d'immagini a colori, in grado di attraversare tutto l'apparato gastrointestinale, trasportato dai movimenti della peristalsi intestinale. Grazie alla presenza di un trasmettitore miniaturizzato la capsula può trasmettere in tempo reale le immagini del suo percorso[34].

L'endoscopia a fluorescenza a raggi infrarossi e l'endoscopia ad ultrasuoni potrebbero indagare meglio alcune anomalie vascolari quali ad esempio le varici esofagee.
- Clisma opaco a doppio contrasto: una indagine che comporta l'esecuzione di una serie di radiografie del colon e del retto.

### Colore delle feci
Anche se feci rosse o nere possono essere un'indicazione di sanguinamento, un colore scuro o nero delle feci può essere dovuto alla assunzione di liquirizia, mirtilli, bismuto, integratori contenenti ferro. Un colore rosso può provenire dalla introduzione di coloranti naturali o artificiali come il rosso gelatina, ghiaccioli, ed anche grandi quantità di barbabietole.

### Screening dei tumori del colon-retto
I metodi di screening per il tumore del colon dipendono dalla capacità di rilevare modificazioni precancerose, come alcuni tipi di polipi, o sulla individuazione precoce dei tumori e quindi in una fase in cui questi sono maggiormente trattabili. 
Le procedure di screening sono in grado di ridurre l'incidenza del cancro gastrointestinale o mortalità a seconda del tasso di malattia precancerose e cancerose in quella specifica popolazione.
Il test gFOBT e lo screening con sigmoidoscopia flessibile, si sono dimostrati efficaci in studi clinici randomizzati. Anche altri strumenti di screening dei tumori del colon, come il test iFOBT o la colonscopia hanno dimostrato notevole efficacia e linee guida per il loro utilizzo sono state emesse da diverse società scientifiche.
Un test al guaiaco (gFOBT) su una popolazioni a rischio medio può ridurre la mortalità associata a tumore del colon di circa il 25%.
Non è sempre conveniente progettare uno screening che coinvolga una vasta popolazione.
Se clinicamente in un individuo si sospetta un cancro del colon, un test per il sangue occulto nelle feci può non essere utile. Infatti se un medico sospetta un cancro al colon, sono necessarie indagini approfondite indipendentemente dalla positività o meno del test.
Le raccomandazioni 2009 dell'American College of Gastroenterology suggeriscono le modalità di screening dei tumori del colon. Alcuni suggerimenti sono anche di tipo preventivo. Si suggerisce infatti di dare la precedenza alla rimozione delle lesioni precancerose e di effettuare una colonscopia ogni 10 anni, a partire 50 anni, in individui a rischio intermedio.
L'American College of Gastroenterology sottolinea che i test per la ricerca del sangue occulto sono un'alternativa meno preferibile e che dovrebbe essere comunque offerta ai pazienti che rifiutano la colonscopia. Tuttavia esistono anche altre linee guida, ad esempio quelle della USA Multisociety Task Force (MSTF) e della USA Preventive Services Task Force (USPSTF), che pur consentendo la colonscopia come opzione immediata, non la classificano come preferita. L'American College of Gastroenterology e la USA Multisociety Task Force (MSTF) comprendono anche la colonscopia virtuale ogni 5 anni, e il test del DNA fecale.
Tutte le società citate raccomandano di sostituire i vecchi test a bassa sensibilità con i nuovi test ad alta sensibilità sia (gFOBT) che i test immunochimici (FIT). La Multisociety Task Force (MSTF) ha indagato 6 studi che hanno confrontato gFOBT ad alta sensibilità (Hemoccult SENSA) alla FIT, ed ha concluso che non esiste una chiara differenza tra questi metodi che possa far propendere per l'uno o per l'altro.

### Anemia da carenza di ferro
Esiste una vasta letteratura scientifica che ha esaminato il valore clinico della FOBT nella anemia da carenza di ferro.

### Malattie gastrointestinali e farmaci
Condizioni come la colite ulcerosa o certi tipi di diarrea infettiva recidivante possono variare in gravità nel corso del tempo. L'esecuzione di test FOBT può essere di aiuto nella valutazione della gravità della malattia. Farmaci associati a sanguinamento gastrointestinale, come bortezomib, a volte possono essere monitorati grazie ai test FOBT.

### Sangue occulto e screening del cancro del tratto digestivo superiore
In letteratura vi sono alcuni studi, prevalentemente cinesi, che segnalano l'efficacia e l'affidabilità dell'esecuzione di un test per sangue occulto fecale nello screening effettuato per la diagnosi precoce del cancro del tratto gastrointestinale superiore e la riduzione del tasso di mortalità per questo tipo di cancro.
Alcune aziende sanitarie locali italiane (ad es. Ferrara dai primi anni Duemila) organizzano una campagna di screening gratuita annuale con la distribuzione dei kit per eseguire il test nelle farmacie e l'invio dei risultati al medico di famiglia.